# Stavraton
El stavraton o stauraton, en griego : σταυράτον, era un tipo de moneda de plata utilizada durante el último siglo del Imperio bizantino

## Historia

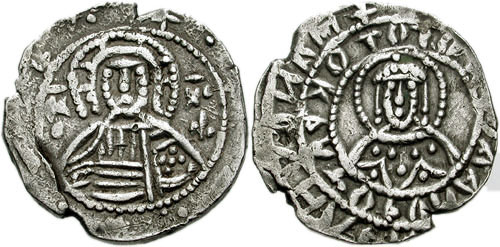
Stavraton del emperador Manuel II Paleólogo (r 1391-1425).

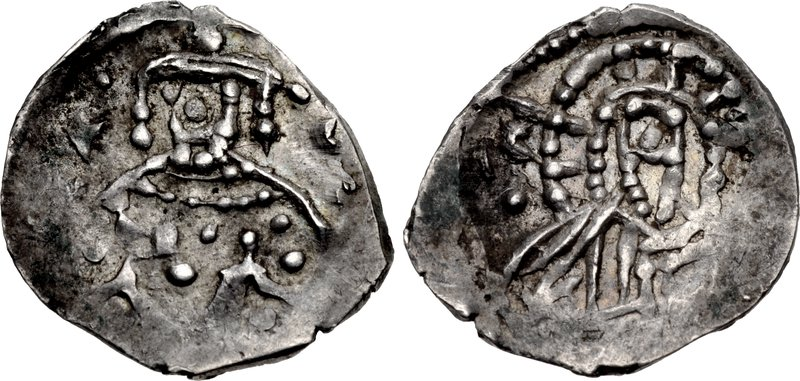
Stavraton de Constantino XI (r. 1448-1453), una de las últimas monedas acuñadas en el Imperio

El término stavraton aparece por primera vez a mediados del siglo XI para referirse a un histamenon de oro —Histamenon o Stamenon es el nombre que se le dio al sólido en el siglo IX—  que muestra al emperador bizantino sosteniendo un cetro en forma de cruz, pero en su sentido más específico, recuerdan las grandes monedas de plata introducidas por el emperador Juan V Paleólogo (1341- 1376, 1379-1391) alrededor de 1367 y utilizadas durante el último siglo del Imperio. Para un examen de la cronología del stavraton y su introducción, ver. La moneda bizantina tardía probablemente fue nombrada así por la cruz (en griego: σταυρός, stavros/stauros) que figuraba en su presunto modelo, el «doble gigliato» de Nápoles y la Provenza; alternativamente, el nombre pudo haber derivado de las pequeñas cruces al comienzo de las inscripciones de las monedas, una característica inusual para la moneda bizantina, aunque estas no son muy llamativas.
La moneda fue diseñada para reemplazar al Hyperpyron, que se encontraba ya en desuso. Por lo tanto, se hizo más pesada que cualquier moneda de plata bizantina anterior, o cualquier moneda europea contemporánea, con un peso inicial de 8,5 gramos, si bien luego bajó a 7,4 gramos. Sin embargo, solo valía la mitad del Hyperpyron, que permaneció en uso como unidad de cuenta.
El stavraton se complementó con fracciones de 1/2 y 1/8 , ambas en plata. El medio stavraton inicialmente pesó 4.4 gramos y disminuyó gradualmente a 3.7; el octavo, conocido como el doukatopoulon, en griego: δουκατόπουλον, «pequeño ducado», «duchatelo» en fuentes italianas o aspron ( ἄσπρον ),  pesaba alrededor de 1.1 gramos. Cuarto de stavrata no fue acuñado, y los ducados de plata venecianos: (griego δουκάτον, doukaton) se utilizaron en su lugar.
Todas estas monedas presentaban un busto de Cristo en el anverso y un busto imperial en el reverso. Las inscripciones son bastante uniformes, con el reverso con una inscripción interior y otra exterior: "+ [Nombre del Emperador] ΔΕCΠΟΤΙC Ο/C/Θ [VΕΟC] ΙΛΕCΜΑΙWC", es decir, "Señor — déspotes— [Nombre del Emperador] el Palaiologos/por la gracia de Dios, el emperador (Basileus) de los romanos ". En las stavrata del reinado de  Juan V, las inscripciones estaban en orden inverso, y bajo  Manuel II, la inscripción interior usaba el término «Autokrator» en su lugar: "Θ [ΕΟ] V ΧΑΡΙΤΙ AVTOKΡΑΤOΡ". Hasta 1990, cuando apareció un tesoro de noventa monedas, no se sabía que hubieran sobrevivido monedas de plata del último emperador bizantino, Constantino XI (1449-1453).

## Lectura adicional
- Grierson, Philip (1982). Byzantine Coins. London: Methuen. ISBN 978-0-416-71360-2.

- Datos: Q7604839
- Multimedia: Stavraton / Q7604839